# Іліамна (озеро)
Озеро Іліамна (юпікською: Nanvarpak; денаїнською: Nila Vena) — озеро на південному заході Аляски, на північному кінці півострова Аляска, між затоками Квічак та Кука, приблизно за 100 миль (160 км) на захід від Селдовії, Аляска.
Це найбільше озеро на Алясці, третє за величиною озеро повністю у США та двадцять четверте озеро в Північній Америці. Площа близько 2,600 км, озеро Іліамна — 77 миль (124 км) завдовжки та до 22 милі (35 км) завширшки, із максимальною глибиною 988 футів (301 м). Через річку Квічак її води впадають у Бристольську затоку.

## Легенда про монстра
Місцеві жителі мають низку історій про нібито чудовисько з озера Іліамна, невідому водну істоту. Існує припущення, що зафіксовані випадки спостереження можуть бути недокументованою популяцією білого осетра. Якщо це правда, це було б найпівнічніша популяція, про яку відомо, що існувало, лише за кілька сотень миль від Полярного кола. Джеремі Вейд, ведучий «Річкових монстрів» з Animal Planet, є одним із тих, хто припускає, що побачений відомий «монстра» — білий осетер. Інші вважають, що це — тихоокеанська спляча акула. Свідченням цього є підтвердження відео 2012 року на YouTube, на якому показано меншу тихоокеанську сплячу акулу в озері Іліамна. У 2017 році було кілька нових спостережень. Одного разу The Anchorage Daily News запропонувала премію у 100 000 доларів за конкретний доказ його існування.

## Історія

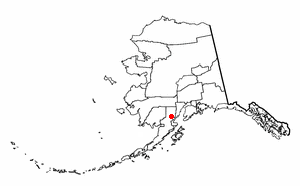
Місцезнаходження Іліамни на Алясці

### Назва
Озеро позначено як «Оз[еро] Бол [шой] Іліамна» (Велике озеро Іліамна) на мапі Російської гідрографічної служби 1455, опублікованій у 1852 році. На попередній російській мапі, починаючи з 1802 року, озеро було названо «Оз[еро] Шелехово» (озеро Шелеков) на честь російського дослідника Григорія Шеліхова. За словами Г. К. Мартіна, Геологічної служби США, Іліамна, як кажуть, «назва міфічної великої чорної риби, яка повинна населяти це озеро, що прогризає діри в байдарках поганих тубільців».

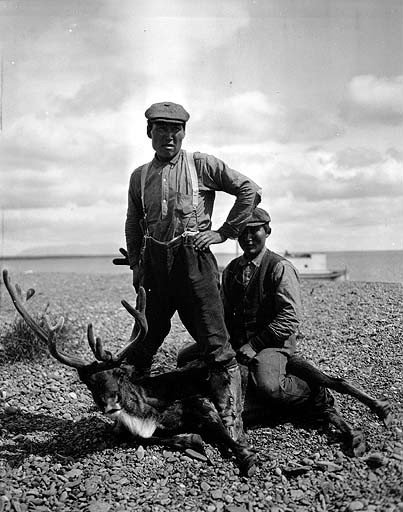
Чоловіки позують біля озера з оленем, 1917 рік

Назва Іліамна походить від внутрішньої денаїнської мови назви Ніла Вена, що означає острівне озеро.

## Економіка

### Перевезення дорогою Вільямспорт— Пайл-Бей
Спочатку побудована Комісією аляскинської дороги в середині 1930-х років, дорога Вільямспорт — Пайл-Бей — це дорога комунального класу, яку обслуговує Аляскинський департамент із транспорту та громадських об'єктів. З'єднуючи Пайл-Бей на північно-східному боці озера з Вільямспорт, крихітне поселення на затоці Іліамни Кука (приблизно 100 миль (160 км) на південний захід від Гомера), дорога 15,5 милі (24,9 км) завдовжки та одну смугу завширшки з чотирма мостами. Дорога Вільямспорт — Пайл-Бей підтримується як гравійна інженерна дорога для перевезення човнів та вантажів і не призначена для загального використання. Дорога дозволяє човнам, достатньо малим, щоб їх перевезти через мости дороги, можливість волочити із затоки Кука до Бристольської затоки, що заощаджує подорож відкритим океаном, що передбачає подорож навколо півострова Аляска. Із цієї та інших причин, як вважають, дорога також значно зменшує витрати на паливо для регіонів озера Іліамна та Бристольської затоки.

### Поселення
Села Ільямна, Ньюхейлен, Коканок, Педро-Бей, Поуп-Ванной та Іг'югіг лежать на березі озера Іліамна.

### Флора і фауна
Озеро Іліамна відоме на спортивне рибальство. Три основні цілі рибалок в озері — це форель, лосось та харіус. Із серпня по вересень найкращий час для лову жирного пструга, який перевищує 28 дюймів завдовжки. Політика річки Квічак (дренаж озера Іліамна) — це вилов та випуск форелі (та всю іншу місцеву рибу), але не лосося. Сокей (червоний) та лосось Чінук (королівський) постійно мешкають в озері і відкриті для вилову відповідно до розпорядження Аляскинського департаменту рибного господарства та лову. Озеро Іліамна також має одну з небагатьох популяцій прісноводних тюленів у світі. Воно також слугує розплідником найбільшого у світі червоного лосося. Червоний лосось половину свого 5-річного життя проводить у прісній воді. Це довше, ніж будь-який інший вид лосося.